# Laurentius von Brindisi

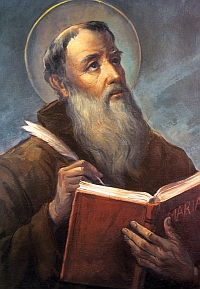
Hl. Laurentius von Brindisi

Laurentius von Brindisi OFMCap, geboren als  Giulio Cesare Russo (* 22. Juli 1559 in Brindisi; † 22. Juli 1619 in Lissabon) war ein italienischer Kapuziner und Theologe. In der katholischen Kirche wird er als Heiliger und Kirchenlehrer verehrt.

## Leben

Bilder aus dem Leben des hl. Laurentius in der Pfarrkirche St. Anton in München: Die Kinderpredigt; der Meeressturm; Die Türkenschlacht; Laurentius als Klostergründer; Laurentius und das Christkind; Tod des heiligen Laurentius

Nach dem frühen Tod seiner Eltern schloss sich Giulio Cesare zunächst durch die Oblation an die Minoriten an und trat dann in den Konvent der Kapuziner in Verona ein, wo er den Ordensnamen Laurentius annahm. Bis etwa 1583 studierte Bruder Laurentius Theologie und Philosophie an der Universität Padua und anschließend am Studio Teologico Laurentianum in Venedig. Er sprach sechs Sprachen fließend und war nach eigener Aussage in der Lage, „die gesamte Bibel aus dem Gedächtnis niederzuschreiben“. 1583 nahm er die Tätigkeit als Lehrer und Prediger in der venezianischen Ordensprovinz der Kapuziner auf. Schon bald machte er sich einen Namen als redegewandter Prediger, bei dem vor allem die Verkündigung im Mittelpunkt stand. Viele seiner Predigten und Auslegungen sind erhalten geblieben, unter anderem eine viel beachtete Auslegung der Genesis. Die sogenannte „Judenpredigt“ (Darlegungen des christlichen Dogmas, die Juden anhören mussten) hielt er in so gutem Hebräisch, dass die Zuhörer annahmen, er sei ein konvertierter Jude. Seine kontroverstheologischen Schriften zeigen eine profunde Kenntnis der Schriften Martin Luthers.
1586 wurde er zum Guardian in Bassano del Grappa bestellt. Ab 1590 leitete Bruder Laurentius als Provinzial verschiedene Ordensprovinzen. 1599 wurde er von Papst Clemens VIII. als Vertreter der Gegenreformation in den deutschsprachigen Norden geschickt. Unter anderem sollte er auf Vorschlag von Kaiser Rudolf II. in Prag ein Kloster gründen. Wegen der dort herrschenden Pestepidemie verzichtete er jedoch darauf und wandte sich stattdessen nach Wien, wo er freudig aufgenommen wurde und mit sechs Ordensbrüdern einen Konvent errichtete. 1601 war er beim Kampf der kaiserlichen Truppen gegen die Türken anwesend und soll mit seinem Zuspruch wesentlichen Anteil an der Eroberung der Stadt und Festung Stuhlweißenburg durch das kaiserliche Heer (14. Oktober 1601) gehabt haben.
Nach der Rückkehr nach Italien stand Laurentius den Kapuzinern von 1602 bis 1605 als Generalminister vor. Später war er als Friedensvermittler in Süd- und Westeuropa unterwegs, unter anderem 1616/1617 zwischen Spanien und Savoyen. Auf einer dieser Reisen verstarb er an seinem 60. Geburtstag 1619 in Lissabon und wurde auf dem Armenfriedhof im nordspanischen Villafranca del Bierzo beigesetzt.

## Heiligsprechung
Laurentius von Brindisi wurde 1881 heiliggesprochen. Johannes XXIII. erhob ihn am 19. März 1959 zum Kirchenlehrer, wobei er diesem den Beinamen Doctor apostolicus gab. Das Fest des Heiligen wird am 21. Juli begangen.